# Olivier Coyette
Olivier Coyette (né en 1975 à Bruxelles) est un poète et dramaturge belge. Il est aussi acteur et metteur en scène.

## Biographie
Après une licence en philologie romane en Belgique, il entreprend des études en anthropologie sociale et culturelle. Il obtient ensuite un DEA en étude théâtrale à la Sorbonne. Il est doctorant à l’Institut d'études théâtrales de Paris III.
Du 1er janvier 2013 à juin 2015, il dirige, à Bruxelles le Théâtre de Poche — succédant à Roland Mahauden. Ses pièces sont jouées en Belgique et en France.

## Distinctions
Lauréat en 99 de la Fondation belge de la vocation.
Il obtient en 98 le prix Georges Lockem de l'Académie royale de langue et de littérature françaises de Belgique pour son recueil de poèmes manuscrit Chiizuo Ku Dasai. Le prix récompense un poète belge de langue française, âgé de 25 ans maximum.

## Mises en scène
- Les Contes héroïco-urbains, Théâtre de Poche, Bruxelles, 2007
- Terrorism, pièce des frères Oleg et Vladimir Presnyakov, coproduction du Grand Jour de Montréal et du Théâtre de Poche, Bruxelles, 2010.
- Ce que j'appelle Oubli, texte de Laurent Mauvignier, coproduction Théâtre des Halles et Compagnie Forage, Avignon 2016.